# نيلز داهل (سياسي)
نيلز داهل (بالدنماركية: N.P.L. Dahl)‏ (و. 1869 – 1936 م) هو سياسي، وقسيس دنماركي، كان عضوًا في الديمقراطيين الاشتراكيين، توفي عن عمر يناهز 67 عاماً.

## مناصب
تولى منصب Minister for Ecclesiastical Affairs (Denmark) ‏
- عضو فولكتنغ  [لغات أخرى]‏

.